# Savur-Mohyla

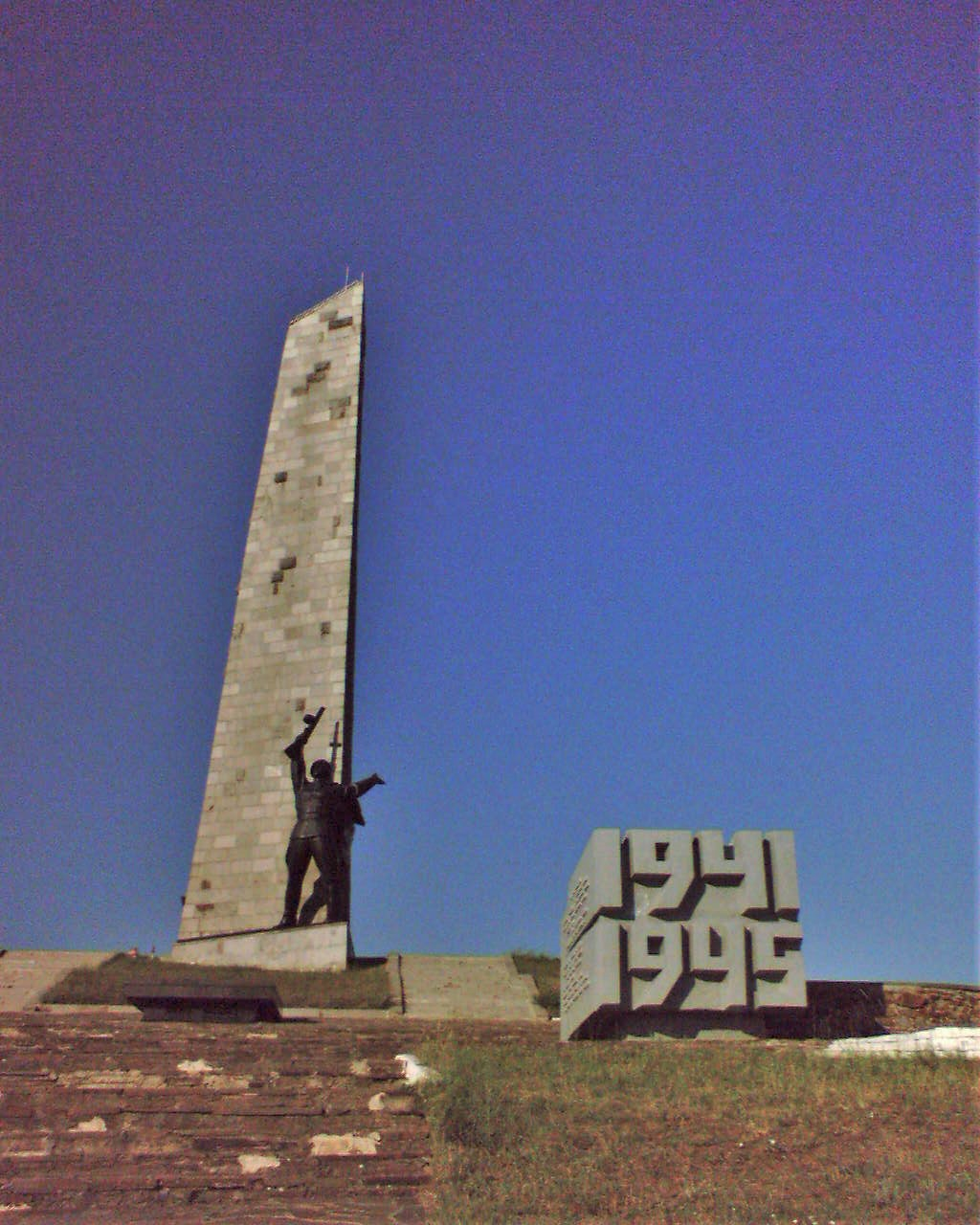
Oorlogsmonument op Savur-Mohyla in augustus 2008. Dit monument werd in augustus 2014 vernietigd tijdens de Oorlog in Donbass.

Savur-Mohyla (Oekraïens: Савур-могила), ook wel getranslitereerd als Savur-Mogila of Saur-Mogila (Russisch: Саур-Могила), is een heuvel in het Donetsplateau vlak bij de stad Snizjne in Oekraïne, zo'n 5 kilometer van de grens met Rusland.
Tijdens de Tweede Wereldoorlog vonden op deze heuvel zware gevechten plaats tussen het Sovjet en Duitse leger. In augustus 1943 werd de heuvel heroverd door de Sovjets. Tijdens de strijd om de heuvel sneuvelden er meer dan 150.000 Sovjet-soldaten.
In 1963 werd op de heuvel een oorlogsmonument opgericht. Dit werd in augustus 2014 vernietigd bij de gevechten tijdens de Oorlog in Donbass.